# Aboar
Aboar (em hindi: अबोहर; romaniz.: Abohar) é uma cidade do distrito de Fazilca no estado de Panjabe, Índia. Tem 23,1 quilômetros quadrados e segundo censo de 2011, havia 145 302 habitantes.